# Rönnbyskogen
Rönnbyskogen är en skog vid Rocklundaområdet i Västerås. 
I Rönnbyskogen finns en fornborg, Rönnby fornborg. Borgen har antagligen uppförts under järnåldern.
I området finns ett motionsspår.